# Campeonato Europeo de Hockey sobre Hierba Femenino de 2015
El XII Campeonato Europeo de Hockey sobre Hierba Femenino se celebró en Londres (Reino Unido) entre el 22 y el 30 de agosto de 2015 bajo la denominación EuroHockey Femenino 2015. El evento fue organizado por la Federación Europea de Hockey sobre Hierba (EHF) y la Federación Británica de Hockey sobre Hierba. Paralelamente se celebró el XV Campeonato Europeo de Hockey sobre Hierba Masculino. Los partidos se realizaron en el Centro de Hockey Lee Valley del Parque Olímpico Reina Isabel de la capital británica.
Un total de ocho selecciones nacionales afiliadas a la EHF compitieron por el título de campeón europeo, cuyo anterior portador era el equipo de Alemania, vencedor del EuroHockey 2013.
La selección anfitriona se adjudicó la medalla de oro al derrotar en la final al equipo de los Países Bajos con un marcador de 3-1 (2-2). En el partido por el tercer puesto el conjunto de Alemania venció al de España.

## Grupos
| Grupo A      | Grupo B    |
| ------------ | ---------- |
| Países Bajos | Inglaterra |
| Bélgica      | Alemania   |
| España       | Escocia    |
| Polonia      | Italia     |

## Fase preliminar
- Todos los partidos en la hora local de Londres (UTC+1).

### Grupo A
| Equipo       | J | G | E | P | GF | GC | DG  | PTS |
| ------------ | - | - | - | - | -- | -- | --- | --- |
| Países Bajos | 3 | 3 | 0 | 0 | 22 | 1  | +21 | 9   |
| España       | 3 | 1 | 1 | 1 | 11 | 8  | +3  | 4   |
| Bélgica      | 3 | 1 | 1 | 1 | 4  | 6  | -2  | 4   |
| Polonia      | 3 | 0 | 0 | 2 | 1  | 23 | -22 | 0   |

- Resultados

| Fecha | Hora  | Partido      | Partido | Partido      | Resultado |
| ----- | ----- | ------------ | ------- | ------------ | --------- |
| 22.08 | 10:45 | Bélgica      | -       | España       | 0-0       |
| 22.08 | 13:00 | Países Bajos | -       | Polonia      | 9-0       |
| 23.08 | 10:45 | Polonia      | -       | Bélgica      | 1-4       |
| 23.08 | 13:00 | España       | -       | Países Bajos | 1-8       |
| 26.08 | 11:00 | España       | -       | Polonia      | 10-0      |
| 26.08 | 17:15 | Países Bajos | -       | Bélgica      | 5-0       |

### Grupo B
| Equipo     | J | G | E | P | GF | GC | DG | PTS |
| ---------- | - | - | - | - | -- | -- | -- | --- |
| Inglaterra | 3 | 3 | 0 | 0 | 8  | 2  | +6 | 9   |
| Alemania   | 3 | 2 | 0 | 1 | 7  | 5  | +2 | 6   |
| Escocia    | 3 | 1 | 0 | 2 | 5  | 5  | 0  | 3   |
| Italia     | 3 | 0 | 0 | 3 | 1  | 9  | -8 | 0   |

- Resultados

| Fecha | Hora  | Partido    | Partido | Partido    | Resultado |
| ----- | ----- | ---------- | ------- | ---------- | --------- |
| 22.08 | 18:15 | Inglaterra | -       | Escocia    | 2-1       |
| 22.08 | 20:30 | Alemania   | -       | Italia     | 4-0       |
| 24.08 | 17:15 | Escocia    | -       | Alemania   | 1-2       |
| 24.08 | 19:30 | Italia     | -       | Inglaterra | 0-2       |
| 26.08 | 13:15 | Escocia    | -       | Italia     | 3-1       |
| 26.08 | 19:30 | Inglaterra | -       | Alemania   | 4-1       |

## Fase final

### Semifinales
| Fecha | Hora  | Partido      | Partido | Partido  | Resultado |
| ----- | ----- | ------------ | ------- | -------- | --------- |
| 28.08 | 13:15 | Países Bajos | -       | Alemania | 1-0       |
| 28.08 | 19:30 | Inglaterra   | -       | España   | 2-1       |

### Tercer lugar
| Fecha | Hora  | Partido  | Partido | Partido | Resultado |
| ----- | ----- | -------- | ------- | ------- | --------- |
| 30.08 | 13:30 | Alemania | -       | España  | 5-1       |

### Final
| Fecha | Hora  | Partido    | Partido | Partido      | Resultado        |
| ----- | ----- | ---------- | ------- | ------------ | ---------------- |
| 30.08 | 16:00 | Inglaterra | -       | Países Bajos | 3-1 –pen.– (2-2) |

## Medallero
| Inglaterra | Países Bajos | Alemania |
| Giselle Ansley Ashleigh Ball Sophie Bray Alex Danson Susie Gilbert Sabbie Heesh Maddie Hinch Hannah Macleod Shona McCallin Lily Owsley Sam Quek Helen Richardson-Walsh Kate Richardson-Walsh Susannah Townsend Georgie Twigg Laura Unsworth Hollie Webb Nicola White | Naomi van As Willemijn Bos Carlien Dirkse Margot van Geffen Eva de Goede Ellen Hoog Kelly Jonker Marloes Keetels Caia van Maasakker Valerie Magis Laura Nunnink Maartje Paumen Joyce Sombroek Anne Veenendaal Maria Verschoor Xan de Waard Lidewij Welten Ginella Zerbo | Lisa Altenburg Yvonne Frank Lydia Haase Nina Hasselmann Franzisca Hauke Kristina Hillmann Eileen Hoffmann Hannah Krüger Marie Mävers Janne Müller-Wieland Selin Oruz Cecile Pieper Kristina Reynolds Anne Schröder Charlotte Stapenhorst Luisa Steindor Lea Stöckel Jana Teschke |
| Sjoerd Marijne (seleccionador) | Danny Kerry (seleccionador) | Jamilon Mülders (seleccionador) |

Fuente:  Archivado el 26 de agosto de 2015 en Wayback Machine.

## Estadísticas

### Clasificación general
| 1. Inglaterra   |
| 2. Países Bajos |
| 3. Alemania     |
| 4. España       |
| 5. Bélgica      |
| 6. Escocia      |
| 7. Italia       |
| 8. Polonia      |

### Máximas goleadoras
| N.º | Jugadora              | País         | Goles |
| --- | --------------------- | ------------ | ----- |
| 1   | Caia van Maasakker    | Países Bajos | 5     |
| 2   | Alex Danson           | Inglaterra   | 4     |
| 2   | Ellen Hoog            | Países Bajos | 4     |
| 2   | Kelly Jonker          | Países Bajos | 4     |
| 3   | Maartje Paumen        | Países Bajos | 3     |
| 3   | Lola Riera            | España       | 3     |
| 3   | Charlotte Stapenhorst | Alemania     | 3     |

Fuente:  Archivado el 26 de agosto de 2015 en Wayback Machine.